# Moerige gronden
Moerige gronden is de bodemkundige term voor bodems waarvan het bodemprofiel tussen 0 en 80 cm diepte voor minder dan vijftig procent uit moerig materiaal bestaat en die een moerige bovengrond of een moerige tussenlaag hebben. In de Nederlandse bodemclassificatie vormen de moerige gronden de overgang van de veengronden (meer dan de helft moerig materiaal) naar de minerale gronden. Nederland telt ongeveer 125.000 hectare aan moerige gronden, dit zijn bijvoorbeeld gronden met dun restveen in droogmakerijen en in de veenkoloniën.
Een moerige bovengrond is maximaal 40 cm diep en bestaat -ook na ploegen tot 20 cm diepte- uit moerig materiaal op een minerale ondergrond. Een moerige tussenlaag is een laag moerig materiaal van vijf à tien tot maximaal 40 centimeter diep onder een zavel-, klei- of zanddek.
Moerige gronden hebben een ondiepe grondwaterstand (grondwatertrap I, II of III) waardoor de worteldiepte wordt beperkt. Is beworteling van de moerige laag mogelijk, dan wordt de worteldiepte bepaald door eigenschappen van de minerale ondergrond. In een moerige podzolgrond is de humuspodzol-B horizont vaak zo sterk verkit dat wortels er niet meer dan 10 cm in doordringen. Moerige podzolgronden in de veenkoloniën (zoals Dampodzolgronden) zijn slechts bewortelbaar tot 20–30 cm diep, bij een bewortelbare moerige laag is dit 30–60 cm. Broekeerdgronden hebben vaak een beter bewortelbare ondergrond, soms tot aan het grondwater, maar meestal dringen wortels 30–60 cm diep in de grond door. Plaseerdgronden hebben kattenklei en/of ongerijpt bodemmateriaal en zijn slecht bewortelbaar.

## Nederlandse systeem van bodemclassificatie
In het Nederlandse systeem van bodemclassificatie komen moerige gronden uitsluitend voor binnen de podzolgronden en binnen de eerdgronden. Er bestaan geen moerige brikgronden of moerige vaaggronden. De classificatie wordt hieronder schematisch weergegeven.
- Podzolgronden
Hydropodzolgronden
Moerige podzolgronden
Moerpodzolgronden
Moerpodzolgronden met een zavel- of kleidek
Moerpodzolgronden met een zanddek
Dampodzolgronden
- Eerdgronden
Hydro-eerdgronden
Moerige eerdgronden
Plaseerdgronden
Broekeerdgronden